# Československá samostatná obrněná brigáda
Československá samostatná obrněná brigáda (anglicky Czechoslovak Independent Armoured Brigade Group) byla vojenská jednotka československého zahraničního odboje ve Velké Británii během druhé světové války. Jejím největším bojovým vystoupením bylo obléhání přístavu Dunkerque od října 1944 do května 1945. 
Brigáda vznikla 1. září 1943 reorganizací dosavadní 1. československé smíšené brigády poté, co byly koncem srpna oficiálně zrušeny československé jednotky ze Středního východu. Čs. samostatná obrněná brigáda byla organizována podle vzoru britských obrněných brigád, ale disponovala rovněž některými jednotkami divizní úrovně. Na druhou stranu se dlouhodobě potýkala s nízkým početním stavem.
Velitelem brigády byl od 8. března 1943 plukovník dělostřelectva Alois Liška, od 1. srpna v hodnosti brigádního generála. Jeho zástupcem byl plukovník Antonín Zeman.

## Působení v závěru války
Formace pokračovala ve výcviku ve Spojeném království až do léta 1944, kdy se s asi 4 000 vojáky přesunula do Normandie a 30. srpna se připojila k 21. armádní skupině ve Falaise. Od října 1944 do května 1945 se brigáda účastnila obléhání Dunkerque. Vystřídala zde britskou brigádu. I když neměla dostatečnou skladbu a tím ani sílu k dobytí města, držela zde v šachu obklíčenou silné německé uskupení, jemuž bránila ve vpádu do týlu postupujících frontových jednotek, a to až do kapitulace Německa 8. května 1945.[zdroj?]
Vojáci i jejich velitelé si ovšem přáli, aby byla brigáda nasazena při osvobozování Československa, a generál Liška to osobně požadoval na setkání s britským velitelem generálem Bernardem Montgomerym. Ten to ale nedovolil s tím, že nemá k dispozici útvar, který by brigádu nahradil, a poukázal též na logistické problémy takového přesunu. Povolil pouze vyslání symbolického oddílu o síle 140 mužů pod vedením majora Aloise Sítka, který se připojil k americké 3. armádě a 1. května překročil u Chebu předválečné státní hranice. V západních Čechách zůstala stát vojska na demarkační čáře Karlovy Vary – Rokycany – České Budějovice a dále již nepostupovala. A tak oddíl obrněné divize dorazil do Prahy symbolicky až dne 12. května 1945. Celá směla přijet do Prahy až 28. května, a to bez jediného ostrého náboje.